# Proceratosauridae
Los proceratosáuridos (Proceratosauridae) son una familia o clado extinto de dinosaurios terópodos, pertenecientes al linaje de los tiranosauroides.

## Características
A diferencia de los avanzados tiranosáuridos, pero de forma similar a tiranosauroideos primitivos tales como Dilong, los proceratosáuridos eran generalmente animales pequeños (con la excepción de los posibles proceratosáuridos Yutyrannus y Sinotyrannus) y tenían brazos relativamente largos con tres dedos, capaces de sostener a sus presas. En con otros miembros de Tyrannosauroidea, los proceratosáuridos pueden ser distinguidos por las siguientes características, de acuerdo con los análisis de Averianov et al. (2010) y Loewen et al. (2013):
- Una cresta craneana sagital formada por los huesos nasales comenzando en la articulación del premaxilar y los nasales.
- Narinas externas extremadamente alargadas, con un margen posterior situado por detrás del margen anterior de la fosa anteorbital y las fenestras maxilares.
- Un breve margen ventral del premaxilar.
- La profundidad de la fosa anteorbital ventral con respecto a la fenestra anteorbital es mucho mayor que la del maxilar por debajo de la fosa anteorbital.
- Un isquion cóncavo ventralmente.
- Un tubérculo convexo en el margen anterior del pubis en posición apenas ventral respecto al contacto con el ilion.
- Un peldaño corto y poco profundo en el margen anterior del maxilar.

## Clasificación
Esta familia fue propuesta en 2010 por Oliver Rauhut et al. en su revaluación del género tipo, Proceratosaurus. Su estudio apoyó la idea de que Proceratosaurus es un celurosaurio, un tiranosauroide, que estaba cercanamente relacionado con el tiranosauroide chino Guanlong. Ellos definieron el clado conteniendo a estos dos dinosaurios y a todos los terópodos más cercanamente relacionados con Proceratosaurus que a Tyrannosaurus, Allosaurus, Compsognathus, Coelurus, Ornithomimus o Deinonychus. Estudios posteriores incluyeron a Kileskus de Rusia y a Sinotyrannus de China en la familia.
Posteriormente, se halló que Proceratosauridae incluiría a Proceratosaurus, Guanlong, Kileskus, Sinotyrannus, además de los géneros Stokesosaurus, Juratyrant y Dilong, anteriormente reconocidos como tiranosauroideos no proceratosáuridos. En su revaluación de Proceratosaurus, Rahut et al. estableció que los taxones de dientes del Jurásico Superior y el Cretácico Inferior anteriormente asignados a la subfamilia de dromeosáuridos Velociraptorinae pueden en realidad corresponder a proceratosáuridos, debido a las similitudes entre los dientes de ambos grupos y el hecho de que los velocirraptorinos por lo demás no aparecen en el registro fósil hasta el Cretácico Superior. Esto podría significar que Nuthetes y otros géneros dudosos son potencialmente proceratosáuridos.
Este es el cladograma de Averianov y colaboradores de 2010:
|  | Kileskus                                                     |
|  |                                                              |
|  | \| \| Guanlong \| \| \| \| \| \| Proceratosaurus \| \| \| \| |
|  |                                                              |
|  | Guanlong                                                     |
|  |                                                              |
|  | Proceratosaurus                                              |
|  |                                                              |

|  | Guanlong        |
|  |                 |
|  | Proceratosaurus |
|  |                 |

|  | Kileskus                                                     |
|  |                                                              |
|  | \| \| Guanlong \| \| \| \| \| \| Proceratosaurus \| \| \| \| |
|  |                                                              |
|  | Guanlong                                                     |
|  |                                                              |
|  | Proceratosaurus                                              |
|  |                                                              |

|  | Guanlong        |
|  |                 |
|  | Proceratosaurus |
|  |                 |

|  | Kileskus                                                     |
|  |                                                              |
|  | \| \| Guanlong \| \| \| \| \| \| Proceratosaurus \| \| \| \| |
|  |                                                              |
|  | Guanlong                                                     |
|  |                                                              |
|  | Proceratosaurus                                              |
|  |                                                              |

|  | Guanlong        |
|  |                 |
|  | Proceratosaurus |
|  |                 |

|  | Kileskus                                                     |
|  |                                                              |
|  | \| \| Guanlong \| \| \| \| \| \| Proceratosaurus \| \| \| \| |
|  |                                                              |
|  | Guanlong                                                     |
|  |                                                              |
|  | Proceratosaurus                                              |
|  |                                                              |

|  | Guanlong        |
|  |                 |
|  | Proceratosaurus |
|  |                 |

Cladograma según el análisis de Loewen et al. en 2013.
|  | Proceratosaurus |
|  |                 |
|  | Kileskus        |
|  |                 |
|  | Guanlong        |
|  |                 |

|  | Sinotyrannus                                                 |
|  |                                                              |
|  | \| \| Juratyrant \| \| \| \| \| \| Stokesosaurus \| \| \| \| |
|  |                                                              |
|  | Juratyrant                                                   |
|  |                                                              |
|  | Stokesosaurus                                                |
|  |                                                              |

|  | Juratyrant    |
|  |               |
|  | Stokesosaurus |
|  |               |

|  | Proceratosaurus |
|  |                 |
|  | Kileskus        |
|  |                 |
|  | Guanlong        |
|  |                 |

|  | Sinotyrannus                                                 |
|  |                                                              |
|  | \| \| Juratyrant \| \| \| \| \| \| Stokesosaurus \| \| \| \| |
|  |                                                              |
|  | Juratyrant                                                   |
|  |                                                              |
|  | Stokesosaurus                                                |
|  |                                                              |

|  | Juratyrant    |
|  |               |
|  | Stokesosaurus |
|  |               |